# Antonio Cirillo
Antonio Cirillo (Castellammare di Stabia, 3 agosto 1975) è un ex canottiere italiano, quattro volte medaglia ai campionati del mondo di canottaggio, campione, con il ruolo di timoniere, ai campionati mondiali di Tampere 1995, la medaglia d'argento del 1994 fu anche l'ultima conquistata da Carmine Abbagnale, l'unica non in coppia col fratello Giuseppe.

## Biografia
Ha iniziato il canottaggio quasi per caso, spinto dal glorioso timoniere dei fratelli Abbagnale, Giuseppe Di Capua, che è anche suo parente, e fu proprio Cirillo, nel 1994 ai mondiali di Indianapolis, il timoniere dell'ultimo alloro internazionale dei fratelloni, conquistato da Carmine, con Gioacchino Cascone, in quanto che Giuseppe si era ritirato l'anno precedente.

## Palmarès
| Anno | Manifestazione      | Sede           | Evento            | Risultato |
| ---- | ------------------- | -------------- | ----------------- | --------- |
| 1994 | Campionati mondiali | Indianapolis   | Due con           | Argento   |
| 1995 | Campionati mondiali | Tampere        | Due con           | Oro       |
| 1998 | Campionati mondiali | Colonia        | Otto pesi leggeri | Bronzo    |
| 1999 | Campionati mondiali | St. Catharines | Otto pesi leggeri | Bronzo    |